# Balajti Zsuzsanna
Balajti Zsuzsanna (Miskolc, 1965. január 11. –) tanár.
A hejőcsabai Gárdonyi Géza Általános Iskola után a miskolci Földes Ferenc Gimnázium speciális matematika tagozatán érettségizett. A debreceni Kossuth Lajos Tudományegyetem kétszeres Népköztársasági Ösztöndíjasaként 1988-ban végzett kiváló diplomával matematika-ábrázoló geometria-számítástechnika szakos középiskolai tanárként.
Már húszéves korától egyetemi katedrán tanított ábrázoló geometriát demonstrátorként a Kossuth Lajos Tudományegyetemen. 1989-től a Miskolci Egyetem Ábrázoló Geometriai Tanszékén tanít mérnök hallgatóknak ábrázoló geometriát, majd számítógépes geometriát és grafikát, CAD modellezést és matematikát. 
1995-ben szerzett dr. univ. fokozatot, 2007-ben PhD-zett, majd 2017-ben habilitált.
2013-tól 2017-ig volt a Miskolci Egyetem tanulmányi rektorhelyettese, mely időszakban a beiskolázás terén fordította meg a negatív folyamatokat, és ért el +8%-os sikert. További eredményei közé sorolható, hogy vezetésével jött létre 7 kar és 1 intézet központi tanulmányi ügyintézésére a Hallgatói Központ, vele az új Hallgatói Követelményrendszer és a megújított Neptun elektronikus  tanulmányi adminisztráció. 2015-ben indította el a történelmi egyházakkal és a Borsod-Abaúj-Zemplén megyei egyházi középiskolákkal Miskolci Egyetemi Ökumenikus Nyílt Napok rendezvénysorozatot.